# 지미 제이컵스

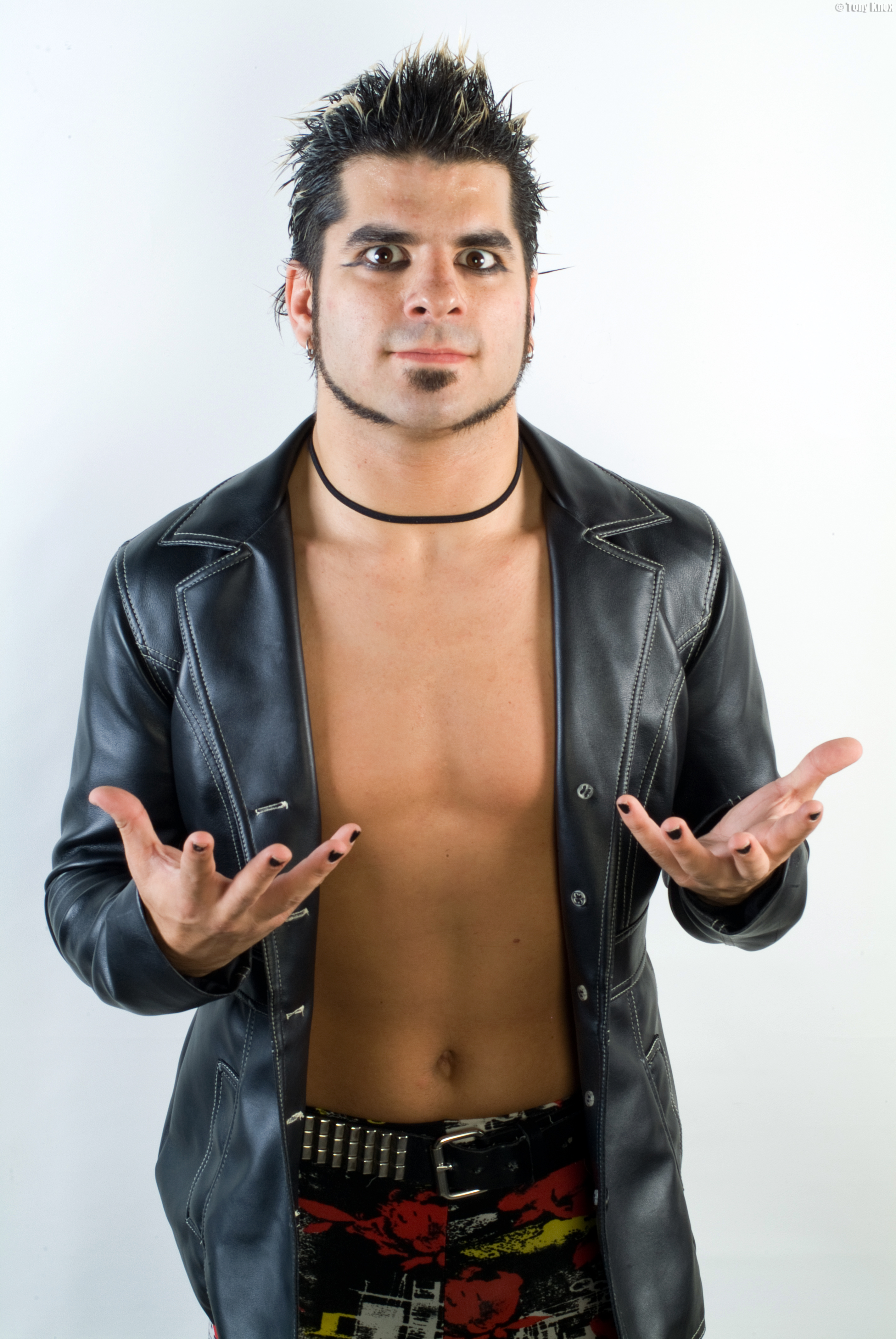
지미 제이컵스

지미 제이컵스(Jimmy Jacobs, 1984년 2월 17일 ~ )는 본명이 크리스토퍼 스코빌(Christopher Scoville)이다. 미국의 남자 프로레슬링선수다. 1999년 프로레슬링 입문으로서 키는 171cm 몸무게는 81kg이다. 피니쉬는 콘트라 코드(시라누이), 엔드 타임(길로틴 초크), 센턴이다. 시그니처는 버저커 드롭(리버스 더블 언더훅 페이스버스터), 런닝 빅 붓, 런닝 스피어다.

## 수상
- AIW 월드 태그팀웨이트 챔피언 (1회) - BJ 휫머
- AAW 헤비웨이트 챔피언 (1회)
- AAW 헤리티지 챔피언 (2회)
- AAW 태그팀 챔피언 (2회) - 타일러 블랙 (1회), 아리크 캐논 (1회)
- 얼리전스 태그 타이틀 토너먼트 (2013) - 사일러스 영
- ACW 헤비웨이트 챔피언 (1회)
- 텍사스 론 스타 클래식 (2008)
- BCW 캔-앰 태그팀 챔피언 (1회) - 필 아틀라스
- CWM 태그팀 챔피언 (1회) - 지미 샬윈
- CWE 챔피언 (1회)
- GCW 온타리오 인디펜던트 챔피언 (1회)
- GCW 온타리오 인디펜던트 챔피언 토너먼트 (2006)
- GLAPW 크루저웨이트 챔피언 (1회)
- GLW 크루저웨이트 챔피언 (1회)
- IWA 미드-사우스 헤비웨이트 챔피언 (2회)
- IWA 미드-사우스 라이트 헤비웨이트 챔피언 (2회)
- IWF 미시간 크루저웨이트 챔피언 (1회)
- IWR 킹 오브 인디즈 챔피언 (1회)
- IWR 태그팀 챔피언 (1회) - 어메이징 엔8
- IPW 월드 헤비웨이트 챔피언 (1회)
- LSWO 태그팀 챔피언 (2회) - 지미 샬윈 (1회), 게빈 스타 (1회)
- MPW 월드 유니버설웨이트 챔피언 (1회)
- MPCW 월드 헤비웨이트 챔피언 (1회)
- NWA 인디애나 헤비웨이트 챔피언 (1회)
- NWA 아이오와 헤비웨이트 챔피언 (1회)
- PCW 라이트 헤비웨이트 챔피언 (1회)
- POG 그랜드 챔피언 (1회)
- 얼티밋 챔피언 (1회)
- 프라임 헤비웨이트 챔피언 (1회)
- PFW 태그팀 챔피언 (1회) - 블리츠크리그 키드
- PWG 월드 태그팀 챔피언 (1회) - 타일러 블랙
- PWI 랭크드 힘 # 50 오브 더 탑 500 싱글즈 레슬링 인 더 PWI 500 인 2009
- ROH 월드 태그팀 챔피언 (3회) - BJ 휫머 (1회), 타일러 블랙 (1회) 스티브 코리노 (1회)
- ROH 월드 태그팀 챔피언 토너먼트 (2008) - 타일러 블랙
- ROH 월드 태그팀 챔피언 토너먼트 (2012) - 스티브 코리노
- 벨라 스트랩 챔피언 (1회)
- TZW 크루저웨이트 챔피언 (1회)
- xWx 월드 헤비웨이트 챔피언 (2회)
- XICW 미드웨스트 헤비웨이트 챔피언 (1회)
- XICW 엑스트림 인텐션 챔피언 (3회)
- XICW 라이트 헤비웨이트 챔피언 (5회)
- XICW 태그팀 챔피언 (1회) - 게빈 스타